# Boiry-Becquerelle
Boiry-Becquerelle település Franciaországban, Pas-de-Calais megyében. Lakosainak száma 473 fő (2022. január 1.). Boiry-Becquerelle Neuville-Vitasse, Mercatel, Saint-Léger, Boisleux-Saint-Marc, Boyelles és Hénin-sur-Cojeul községekkel határos.

## Népesség
A település népességének változása:
| Lakosok száma | 411  | 420  | 440  | 447  | 460  | 465  | 469  | 469  | 473  |
|               | 2013 | 2015 | 2016 | 2017 | 2018 | 2019 | 2020 | 2021 | 2022 |